# Miracle capétien
Pour les articles homonymes, voir Miracle (homonymie).
Certains historiens appellent « miracle capétien » la période qui, de 987 à 1316, vit se succéder à la tête du royaume de France les treize premiers descendants en ligne directe d'Hugues Capet. Ce cas de figure « fournissait une autre preuve du lien spirituel qui unissait la monarchie Très chrétienne à la maison de David ». Ainsi, l'accession à la couronne de France, préalablement élective, devenait par l'usage héréditaire.
Alors que Louis X, douzième de la dynastie dite des Capétiens directs meurt sans héritier mâle, son épouse Clémence de Hongrie, enceinte, accouche cinq mois plus tard d'un garçon prénommé Jean, qui ne vit que quelques jours. Afin de donner un souverain au royaume et en invoquant le principe de masculinité, la noblesse française s'accorde pour exclure sa fille légitime (ce qui amènera plus tard à faire valoir la loi salique), la princesse Jeanne (1311-1349), de l'accession à la couronne, lui préférant son oncle Philippe V le Long (1293-1322), déjà régent depuis la mort de Louis X. Le rejet de Jeanne, cependant, était avant tout motivé par le fait que sa mère avait été convaincue d'adultère avec un écuyer, et la légitimité de sa fille était par conséquent remise en doute.

## Rois concernés
- Hugues Ier Capet - 1er roi capétien
  -  Robert II le Pieux - 2e
    -  Hugues de France[Note 1]
    -  Henri Ier - 3e
      -  Philippe Ier - 4e
        -  Louis VI le Gros - 5e
          -  Philippe de France[Note 2]
          -  Louis VII le Jeune - 6e
            -  Philippe II Auguste - 7e
              -  Louis VIII le Lion- 8e
                -  Louis IX Saint Louis - 9e
                  -  Philippe III le Hardi - 10e
                    -  Philippe IV le Bel - 11e
                      -  Louis X le Hutin - 12e
                        -  Jean Ier le posthume - 13e